# The Awakening (1928)
The Awakening é um filme mudo norte-americano de 1928, do gênero drama, dirigido por Victor Fleming e estrelado por Vilma Bánky e Walter Byron.

## Sinopse
Caída em desgraça por se envolver com o militar alemão Conde Karl von Hagen, Marie Ducrot, camponesa da Alsácia-Lorena, interna-se em um convento. Seu desejo é que o oficial a esqueça. Ela se torna uma irmã de branco -- enfermeira -- nos hospitais de campanha da Primeira Guerra Mundial. Enquanto isso, o conde procura-a por toda parte, pois não acredita nos rumores que a dão como morta.

## Premiações
| Patrocinador                                  | Prêmio | Categoria              | Situação |
| --------------------------------------------- | ------ | ---------------------- | -------- |
| Academia de Artes e Ciências Cinematográficas | Oscar  | Melhor direção de arte | Indicado |

## Elenco
| Ator/Atriz        | Personagem           |
| ----------------- | -------------------- |
| Vilma Bánky       | Marie Ducrot         |
| Walter Byron      | Conde Karl von Hagen |
| Louis Wolheim     | Le Bete              |
| George Davis      | Enfermeiro           |
| William Orlamond  | Vovô Ducrot          |
| Carl von Haartman | Tenente Franz Geyer  |